# 圣女日南斐法广场

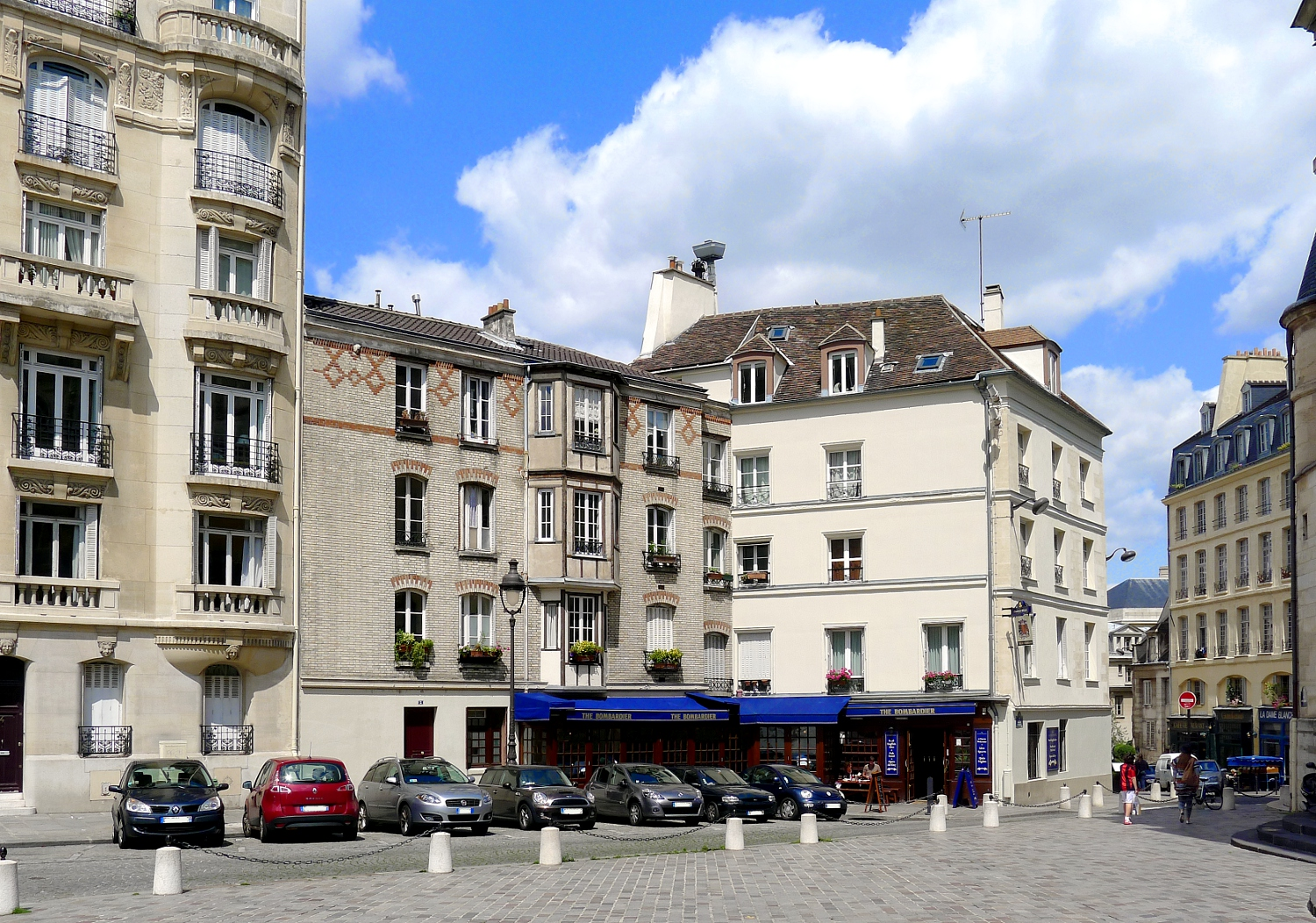

圣女日南斐法广场（Place Sainte-Geneviève）是巴黎第五区的一个广场。位于圣斯德望堂（église Saint-Étienne-du-Mont）前，先贤祠的东北角。

## 名称
广场得名于圣女日南斐法修道院原址，现已融入亨利四世中学。

## 历史

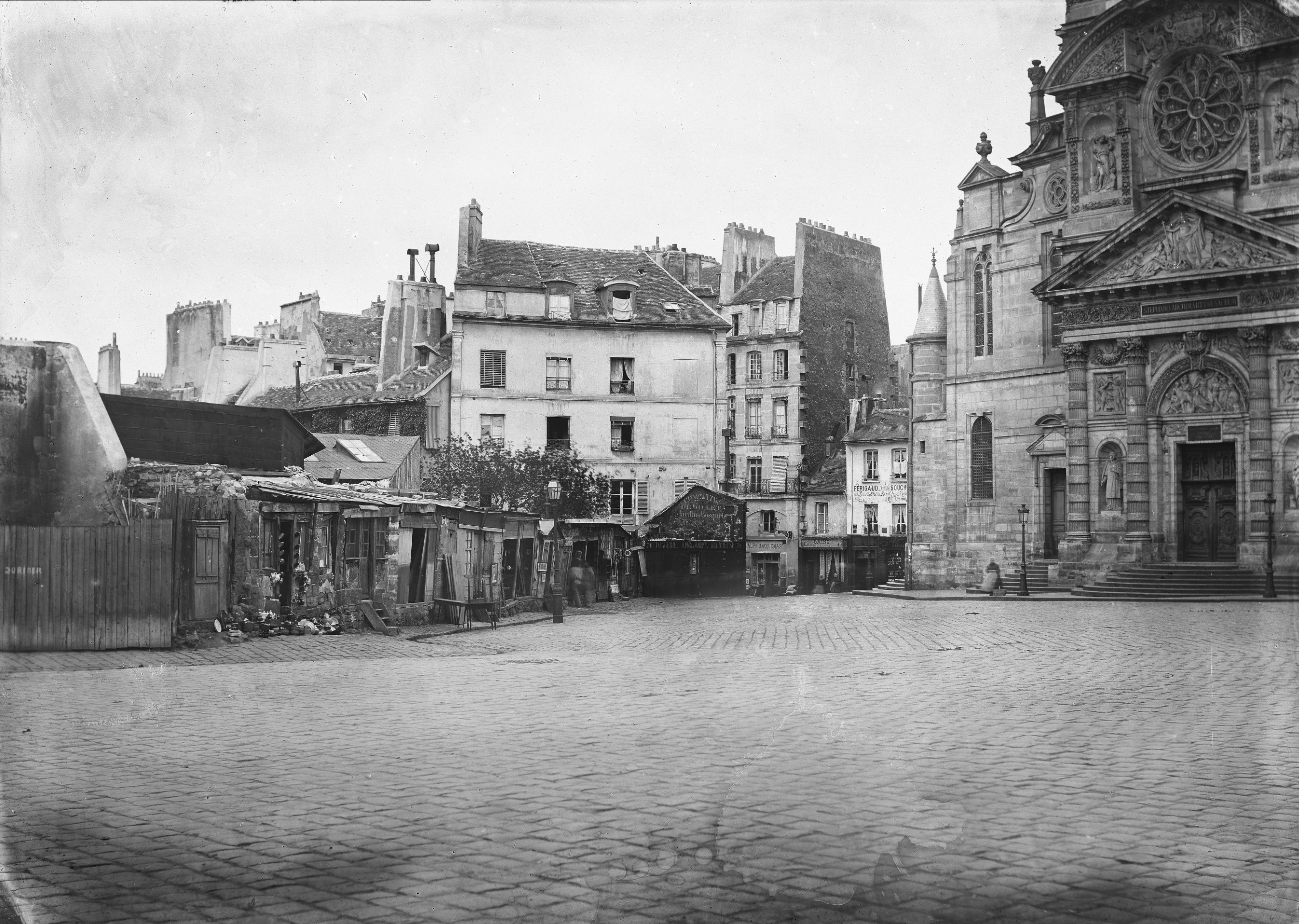
1870年

广场开辟于14世纪。1355年这里建起第一批房屋，但是真正辟为广场是在1770年。它原名Carré Sainte-Geneviève。这个名字一直使用到1800年。

## 建筑
- 圣斯德望堂
- 先贤祠
- 法国作家、历史学家和考古学家普罗斯佩·梅里美（1803-1870）于1803年9月28日，出生在圣女日南斐法广场7号。

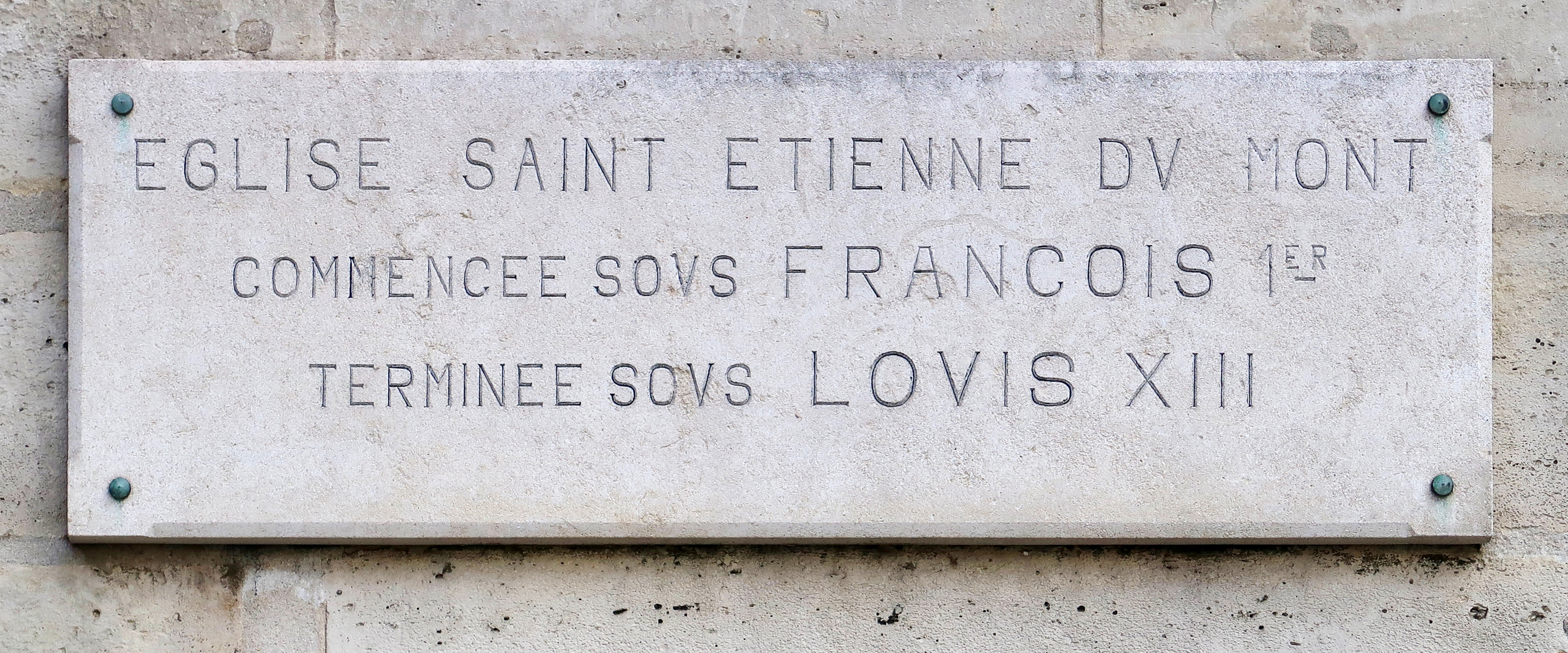